# اچائو
اچائو (به اسپانیایی: Achao) در شیلی است که در منطقه لوس لاگوس واقع شده‌است.

## خصوصیات
اچائو ۳٬۴۵۲ نفر جمعیت دارد. اچائو دارای ساحل شنی کم عمق است که توسط تپه احاطه شده است.